# Andrea del Castagno

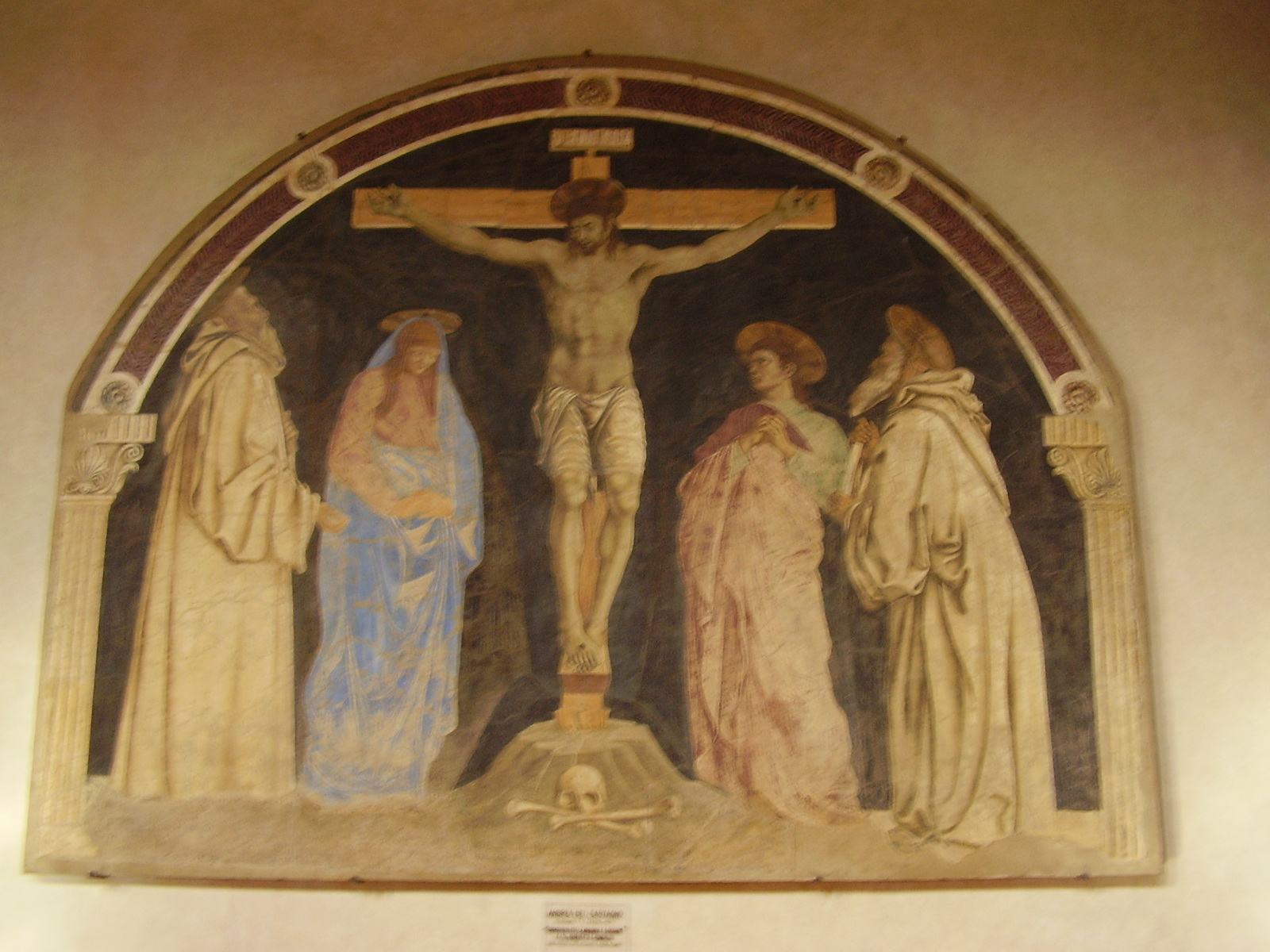
Andrea del Castagno Crocefissione.

Andrea del Castagno, född omkring 1420, död 19 augusti 1457, var en italiensk målare verksam i Florens.
Castagnos stil uppvisar ett tydligt inflytande från Masaccio, men även från Donatello i de skulpturala formerna. Castagnos mästerverk är utan tvivel Sista måltiden från 1439, en fresk med stor andlig och känslomässig intensitet. Genom att strängt vidmakthålla modellteckning och det taktila som är typiskt för de tidiga florentinska målarna och skulptörerna, kom Castagnos verk att bli av stor betydelse för de senare florentinarna Signorelli, Leonardo och framför allt Michelangelo.